# Estación Eduardo Costa
Eduardo Costa es una estación ferroviaria ubicada en el paraje rural de Eduardo Costa, en el partido de Partido de Florentino Ameghino, Provincia de Buenos Aires, Argentina.

## Ubicación
La estación se encuentra ubicada a 390 km de la Estación Once.

## Servicios
No presta servicios de pasajeros desde agosto de 2015.
Sus vías están concesionadas a la empresa de cargas Ferroexpreso Pampeano.